# 水野潤一
水野潤一（みずの じゅんいち、1931年2月2日- ）は、日本の海外旅行コンダクター。文筆家。

## 人物・来歴
神戸市生まれ。姫路高等学校 (旧制)で、浦山桐郎の一年後輩だった。法政大学文学部史学科卒業。
日本航空に勤務、ジャルパック主任教官、ニュージーランド大使館観光広報部長、日本国際観光学会理事などを務めた。1974年トラベルマン・オブ・ザ・イヤー表彰。

## 編著書
- 『世界のみやげと一流品』編. 白陵社, 1966
- 『海外旅行と海外生活』(海外シリーズ) 編. 白陵社, 1966
- 『ヨーロッパ教養旅行』白陵社, 1967
- 『続・ヨーロッパ教養旅行』白陵社, 1968
- 『世界の空港と都市』解説. 白陵社, 1970
- 『イタリア教養旅行』(Hakuryosha overseas travel series) 白陵社, 1970
- 『マナー中心海外ノートラブルの旅行百科』(Gakken family) 学習研究社, 1971
- 『アメリカ教養旅行 その歴史と心を求めて』(ガイドブック) 大和書房, 1972
- 『英語日本史の旅』研究社カセットライブラリー 1972
- 『発見への旅 体験的旅行のすすめ』花曜社, 1973
- 『ノートラブル海外旅行』白馬出版, 1973
- 『食べ物・買い物・散歩道 東南アジア・韓国・ハワイ』白馬出版, 1974
- 『ヨーロッパ食べ物・買い物・散歩道』(海外旅行シリーズ) 白馬出版, 1974
- 『ニュージーランドの産業と経済』入門新書 時事問題解説 教育社, 1979.9
- 『神と母と地中海と』白馬出版, 1980.11
- 『マル社会の日本人』研究社出版, 1984.1
- 『旧制高校めし炊き青春譜』東洋経済新報社, 1984.4
- 『あなたも名ガイド 英語で説明する日本の"不思議"なぜなぜ集 Japan explained』大修館書店, 1986.12
- 『英会話だれでもどこでも再入門 ネバー・ギブアップ ビジネス、旅行からホームステイまで』ダイヤモンド社, 1987.7
- 『「通訳ガイド試験」講義の実況中継』(実況中継シリーズ) 語学春秋社, 1987.9
- 『水野講師のパックツアー1人で歩ける英会話』(ジャルパックアカデミー講座) ダイヤモンド社, 1988.8
- 『「カンタン英語」で英会話はラクラクできる! ニガ手な人の英語再チャレンジ!』曙出版, 1989.10
- 『旅は未知づれ』リクルート出版, 1989.6
- 『英語で説明する日本 外国人の日本印象論にどう答えるか』大修館書店, 1990.7
- 『100のイディオムで英語はOK! ニガ手な人の英語再チャレンジ!』曙出版, 1991.1
- 『ヨーロッパ歴史と文化の旅』(カルチャーガイド)大修館書店, 1992.6
- 『「通訳ガイド試験」live体験講座』語学春秋社, 1993.7
- 『旅ごろもパッチワーク 海外旅行』研究社出版, 1993.8
- 『観光学原論 旅から観光へ』東海大学出版会, 1994.6
- 『東地中海歴史と文化の旅』(カルチャーガイド) 大修館書店, 1995.6
- 『御法度いんぐりっしゅ 海外で恥をかかないための英語のマナー』ダイヤモンド社, 1995.7
- 『交響詩集ヒロシマ 水野潤一詩集』中央公論事業出版, 1999.5

### 共編著
- 『英語通訳ガイド試験 問題と解説』向鎌治郎共編著. 研究社出版, 1974.8
- 『ホームステイ英語 会話から常識までこれ1冊でOK!!』トミー植松共著. 研究社出版, 1986.6

### 翻訳
- ラナルド・V.ベル 編著『日本体験 知日外人18人の証言』水野潤一郎 訳. 日貿出版社, 1974
- R.V.ベル『日本での体験』1-2 (研究社現代英文テキスト 解注. 研究社出版, 1976